# District Railway

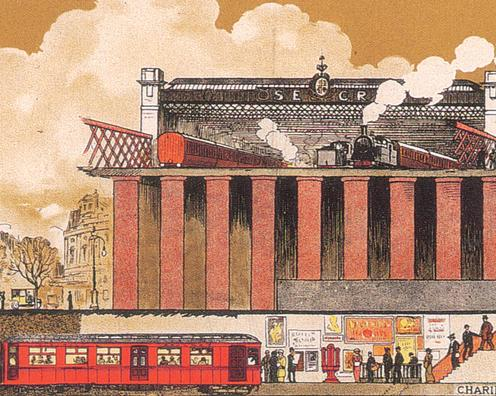
Parte de um pôster da UERL de 1914 mostra a estação subterrânea Embankment da District Railway sob o terminal Charing Cross da South East and Chatham Railway

A Metropolitan District Railway (comumente conhecida como District Railway) foi uma ferrovia de passageiros que serviu Londres de 1868 a 1933. Fundada em 1864 para completar o inner circle, uma ferrovia subterrânea em Londres, a primeira parte da linha foi aberta usando carruagens de madeira iluminadas a gás, transportadas por locomotivas a vapor. A Metropolitan Railway operava todos os serviços até que a District introduziu seus próprios trens em 1871. A ferrovia foi logo estendida para o oeste, através de Earl's Court para Fulham, Richmond, Ealing e Hounslow. Depois de completar o inner circle e alcançar Whitechapel em 1884, foi estendida para Upminster em Essex em 1902.
Para financiar a eletrificação no início do século XX, o financista americano Charles Yerkes assumiu o cargo e o tornou parte do grupo Underground Electric Railways Company de Londres (UERL). A propulsão elétrica foi introduzida em 1905 e, no final do ano, várias unidades elétricas operavam todos os serviços. Em 1 de julho de 1933, a District Railway e as outras ferrovias da UERL foram fundidas com a Metropolitan Railway e com os operadores de bonde e ônibus da capital para formar o London Passenger Transport Board.
Hoje, as antigas faixas e estações da District Railway são usadas pelas linhas District, Piccadilly e Circle do Metrô de Londres.

## História

### Origens, 1863–1886
Em 1863, a Metropolitan Railway (também conhecida como Met) abriu a primeira ferrovia subterrânea do mundo. A linha foi construída a partir de Paddington sob a New Road, conectando os principais terminais ferroviários da linha em Paddington, Euston e King's Cross. Depois, seguiu a Farringdon Road até uma estação na Farringdon Street, em Smithfield, perto do coração financeiro da capital na Cidade de Londres.

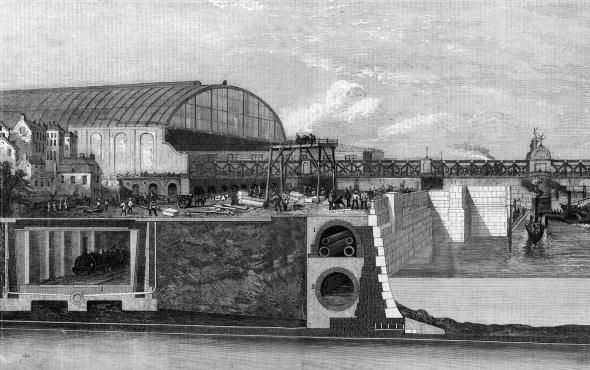
Uma visão anterior da District Railway no Embankment na estação de Charing Cross

Ao contrário da Metropolitan, a rota não seguia um alinhamento fácil sob as estradas existentes e os valores dos terrenos eram mais altos; portanto, os pagamentos de compensação pela propriedade eram muito mais altos. Para garantir a ventilação, a linha a oeste de Gloucester Road era transportada em valas abertas, o restante principalmente em um túnel de vala a céu aberto de 25 pés (7,6 m) de largura e 15 pés 9 inches (4,8 m) de profundidade; nas estações, as extremidades da plataforma foram deixadas abertas. Os custos de construção e os pagamentos de indenizações foram tão altos que o custo da primeira seção do District de South Kensington a Westminster foi de £3 milhões, quase três vezes o custo da linha mais longa original do Met. Em 24 de dezembro de 1868, a District abriu sua linha de South Kensington para Westminster, com estações em South Kensington, Sloane Square, Victoria, St. James's Park e Westminster Bridge (atual Westminster), a Met se estendendo para leste a partir de Brompton para uma estação compartilhada em South Kensington no mesmo dia.

Em 1871, começaram os serviços do Inner circle, começando na Mansion House e viajando para a Moorgate Street via South Kensington e Paddington. As empresas tinham seus próprios pares de vias entre Kensington High Street e South Kensington

A District também teve permissão parlamentar para estender para o oeste a partir da estação de Brompton (Gloucester Road) e, em 12 de abril de 1869, abriu uma linha de via única dali para West Brompton na West London Railway.
A expansão principal da District Railway foi para o oeste. Uma pequena estação em Earl's Court, entre Gloucester Road e West Brompton, foi inaugurada em 31 de outubro de 1871 com três plataformas. O pátio de Lillie Bridge, inaugurado em 1872, foi construído paralelamente à West London Joint Railway e inicialmente acessado por uma curva na West London Line. Essa curva permitiu, a partir de 1 de fevereiro de 1872, a London & North Western Railway (L&NWR) executar um serviço de círculo externo de meia hora de Broad Street para Mansion House via Willesden Junction, Addison Road e Earls Court. A partir de 1 de outubro de 1872, a GWR também fazia um serviço de meia hora no círculo médio da estação de Moorgate Street da Met para Mansion House via Paddington e Earl's Court.

A Ferrovia Distrital na área de Hammersmith em 1877, mostrando a rota para Richmond através das linhas da London and South Western Railway (L&SWR)

Em 1864, a London and South Western Railway (L&SWR) obtiveram permissão para uma ferrovia servir Richmond. A rota seguia para o norte da Addison Road na West London Railway antes de fazer a curva para servir Hammersmith em uma estação em Hammersmith (Grove Road) (ligada à estação Hammersmith & City Railway por passarela), Turnham Green, Brentford Road (Gunnersbury desde 1871) e Kew Gardens e Richmond. A linha foi inaugurada em 1 de janeiro de 1869, os serviços de transporte L&SWR de Waterloo e Ludgate Hill via Addison Road e os serviços de transporte L&NWR de Broad Street para Richmond a partir de um link na Brentford Road para a North London Line em South Acton. Estações foram abertas na linha em Shaftesbury Road (Ravenscourt Park de 1888) e Shepherds Bush em 1 de maio de 1874.
Em 1 de junho de 1877, o ramo de Hammersmith foi estendido para Richmond, inicialmente com um serviço de um trem de uma hora para Mansion House. As linhas Met e GWR Hammersmith & City tiveram acesso por uma ligação ao norte de sua estação de Hammersmith e desviou um serviço para Richmond a partir de 1 de outubro de 1877.
De 1 de maio de 1878 a 30 de setembro de 1880, a Midland Railway operou um serviço circular de St Pancras para Earl's Court via Dudding Hill, Acton e a L&SWR para Hammersmith.  Em 1879, o Distrito abriu uma junção a oeste da estação Turnham Green da L&SWR por 3 milhas (4,8 km) para Ealing. Com estações em Acton Green (atual Chiswick Park), Mill Hill Park (atual Acton Town), Ealing Common e Ealing Broadway, a estação Ealing foi construída ao norte da estação GWR. Em 4 de julho de 1878, foi concedida permissão para estender a filial de West Brompton até o Tamisa. Estações abriram em Walham Green (agora Fulham Broadway), Parsons Green. A linha terminou em Putney Bridge & Fulham (agora Putney Bridge). A linha foi aberta em 1 de março de 1880, a tempo para a Corrida de Barcos da Universidade realizada naquele ano, em 22 de março. Inicialmente, o serviço era de dois trens por hora para Mansion House, complementado a partir de 1 de abril por dois trens por hora para High Street Kensington.

A District Railway em Hounslow no final do século XIX. Em 1886, Hounslow Town foi substituída por Heston Hounslow

Em 1866, foi concedida permissão aos proprietários de terras na área de Hounslow para que uma Hounslow and Metropolitan Railway se conectasse a uma ferrovia proposta Acton & Brentford. No entanto, isso nunca havia sido construído, mas com a District agora em Acton havia uma alternativa. A permissão foi concedida em 1880 por quase 5+1/2 milhas (0,81 km) da estação Mill Hill Park até Hounslow Barracks, com estações em South Ealing, Boston Road e Spring Grove, e chegou-se a um acordo para que o District trabalhasse na linha. Em 1 de maio de 1883, o District iniciou um serviço em Hounslow Town, ligando para South Ealing, Boston Road (atual Boston Manor) e Osterley & Spring Grove (substituídos por Osterley). Uma linha de via única entre o cruzamento perto da cidade de Hounslow e o Hounslow Barracks (atual Hounslow West) foi inaugurada um ano depois em 1884. O tráfego era leve e o Hounslow Barracks foi inicialmente servido por um serviço de transporte para Osterley & Spring Grove, conectado a um trem de fora de pico de Hounslow Town para Mill Hill Park. A estação de Hounslow Town foi fechada em 1886 e a estação de Heston Hounslow (agora Hounslow Central) foi aberta.
De 1 de março de 1883 a 30 de setembro de 1885, através de uma conexão com as trilhas da GWR em Ealing, a District prestou um serviço a Windsor.

### Expansão, 1874–1900

A linha conjunta (mostrada em azul) que completou o inner circle em 1884 e deu às ferrovias Metropolitan e District acesso à East London Railway. A estação da Met na Torre de Londres foi fechada logo após a abertura da linha. Os serviços da District foram estendidos a leste de Whitechapel sobre a Whitechapel & Bow Railway em 1902.

O conflito entre o Met e a District e as despesas de construção atrasaram a conclusão do inner circle. Em 1874, os frustrados financiadores da cidade formaram a Metropolitan Inner Circle Completion Railway Company, com o objetivo de terminar a rota. A empresa foi apoiada pela ferrovia do District e obteve autoridade parlamentar em 7 de agosto de 1874, mas teve dificuldades com o financiamento. O tempo permitido foi prorrogado em 1876. Uma reunião entre a District e a Metropolitan foi realizada em 1877, o Met agora desejando acessar a South Eastern Railway (SER) através da East London Railway (ELR). Ambas as empresas promoveram e obtiveram uma Acta do Parlamento em 1879 para a extensão e um link para o ELR. A lei também garantiu cooperação futura, permitindo que ambas as empresas acessassem todo o círculo.  Uma grande contribuição foi feita pelas autoridades para melhorias nas estradas e esgotos. Em 1882, o Met estendeu sua linha de Aldgate para uma estação temporária em Tower of London. Dois contratos para construir linhas conjuntas foram colocados, um da Mansion House à Tower em 1882 e um segundo do círculo ao norte de Aldgate até Whitechapel com uma curva no ELR em 1883. A partir de 1 de outubro de 1884, o District e o Metropolitan começaram serviços locais de St Mary's através desta curva para a East London Railway até a estação New Cross da SER. Após uma cerimônia de abertura oficial em 17 de setembro e julgamento, um serviço circular começou na segunda-feira, 6 de outubro de 1884. No mesmo dia, a District estendeu seus serviços a Whitechapel e, ao longo do ELR, a New Cross, chamando a novas estações conjuntas em Aldgate East e St Mary's. Estações conjuntas foram abertas na linha circular na Cannon Street, Eastcheap (Monument a partir de 1 de novembro de 1884) e Mark Lane. A estação Torre de Londres da Met foi fechada em 12 de outubro de 1884, depois que a District se recusou a vender bilhetes para a estação. Após a abertura do serviço distrital de New Cross, quatro trens por hora corriam alternadamente para Hammersmith ou Putney, mas como a demanda de passageiros era baixa após um mês, isso foi reduzido para dois trens por hora para Ealing. Quatro trens por hora iam de Whitechapel, dois para Putney, um para Hammersmith e um para Richmond. Os serviços do círculo central e externo continuavam operando na Mansion House a duas por hora cada.
A District procurou atender Harrow e Uxbridge e, em 1892, uma rota de Ealing para Roxeth (South Harrow) foi pesquisada e um projeto de lei apresentado em nome da Ealing e South Harrow Railway (E&SHR) nominalmente independentes. A construção começou em 1897 e, no final de 1899, estava em grande parte concluída, mas com perspectivas de baixo tráfego permaneciam fechadas. Para chegar a Uxbridge, uma linha de South Harrow via Ruislip foi autorizada em 1897. A District teve problemas para aumentar as finanças e o Metropolitan ofereceu um pacote de resgate pelo qual eles construíram uma agência de Harrow para Rayners Lane e assumiram a linha para Uxbridge, com a District mantendo direitos de circulação por até três trens por hora. A Metropolitan construiu a ferrovia para Uxbridge e começou a operar serviços em 4 de julho de 1904.

### Eletrificação, 1900–1906

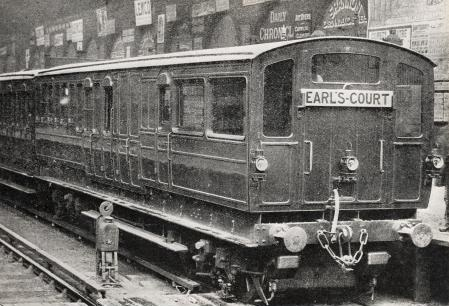
O trem de passageiros experimental de propriedade conjunta que funcionou por seis meses em 1900

No início do século XX, as ferrovias District e Metropolitan enfrentavam uma concorrência crescente no centro de Londres com novas linhas de metrô elétricas e de nível profundo. A City & South London Railway tinha sido um grande sucesso quando foi inaugurado em 1890. Após a abertura da Central London Railway em 1900 a partir de Shepherds Bush para a cidade com uma tarifa fixa de 2d, a District e a Metropolitan juntas perderam quatro milhões de passageiros entre a segunda metade de 1899 e a segunda metade de 1900. O uso de propulsão a vapor levou a estações e carruagens cheias de fumaça que eram impopulares com passageiros e a eletrificação era vista como o caminho a seguir. No entanto, a tração elétrica ainda estava em sua infância e seria necessário um acordo com a Metropolitan por causa da propriedade compartilhada do inner circle. Um trem de seis carros de propriedade conjunta administrou com sucesso um serviço experimental de passageiros na seção de Earl's Court para High Street Kensington por seis meses em 1900. Em seguida, foram solicitadas propostas e em 1901 um comitê conjunto da Metropolitan e da District recomendou o sistema de Corrente Alternada trifásico da Ganz com fios aéreos. Inicialmente, isso foi aceito por ambas as partes.
A District encontrou um investidor para financiar a atualização em 1901, o americano Charles Yerkes. Em 15 de julho de 1901, Yerkes fundou a Metropolitan District Electric Traction Company como diretor administrativo  e levantou £1 milhão para realizar a eletrificação, incluindo a construção da estação geradora e o fornecimento do novo material rodante. Yerkes logo teve o controle da Ferrovia District e suas experiências nos Estados Unidos o levaram a favor da Corrente Contínua com um terceiro trilho de nível de semelhante àquele usada na City & South London Railway e na Central London Railway. Após a arbitragem pela Junta Comercial, o sistema CC foi adotado.
A District teve permissão para um metrô de tubo de nível profundo abaixo da linha de superfície entre Earl's Court e Mansion House e, em 1898, comprou a Brompton and Piccadilly Circus Railway com autoridade para um metrô de tubo de South Kensington a Piccadilly Circus. Esses planos foram combinados com os da Great Northern and Strand Railway, uma ferrovia de metrô com permissão para construir uma linha de Strand a Wood Green, para criar a Great Northern, Piccadilly and Brompton Railway (GNP&BR). A seção de tubo profundo da distrito de South Kensington para Mansion foi abandonada pelos planos. Em abril de 1902, foi criada a Underground Electric Railways Company (UERL), com Yerkes como presidente, para controlar essas empresas e gerenciar as obras planejadas. Em 8 de junho de 1902, a UERL assumiu a Traction Company e pagou aos acionistas da empresa em dinheiro e ações da UERL.
Os serviços elétricos começaram em 13 de junho de 1905 entre Hounslow e South Acton, usando a linha de Mill Hill Park para South Acton para um serviço de passageiros pela primeira vez. A estação Hounslow Town foi reaberta, os trens revertendo na estação antes de continuar para Hounslow Barracks usando uma nova curva de trilhos únicos. Em 1 de julho de 1905, os trens elétricos começaram a circular de Ealing a Whitechapel, e no mesmo dia as ferrovias Metropolitan e District introduziram unidades elétricas no inner circle. No entanto, uma unidade múltipla do Metropolitan derrubou o trilho de corrente positivo na District Railway, e a investigação mostrou uma incompatibilidade entre a maneira como as sapatilhas foram montadas nos trens Met e nos trilhos da District Railway, e os trens Met foram retirados das linhas District. Após a modificação, a Met retornou e os trens elétricos assumiram o controle em 24 de setembro, reduzindo o tempo de viagem ao redor do círculo de setenta para cinquenta minutos. Em setembro, após a retirada dos serviços sobre a East London Line não eletrificada e a LT&SR leste de East Ham, a District estava executando serviços elétricos em todas as rotas restantes. A partir de dezembro de 1905, o serviço L&NWR foi transportado por locomotivas elétricas da Mansion House até Earl's Court, onde uma locomotiva a vapor L&NWR passou.
Enquanto isso, a linha ferroviária de metrô GNP&BR da UERL estava em construção, surgindo a oeste de West Kensington e entrando em duas plataformas terminais no lado norte da estação Hammersmith do distrito. Uma nova estação, Barons Court, foi construída com duas plataformas insulares, uma para cada ferrovia. Como havia espaço no depósito de Lillie Bridge depois que o distrito se mudou para Mill Hill Park, a PNB&BR assumiu parte do local para seu depósito. Barons Court abriu em 9 de outubro de 1905  e a ferrovia de tubo abriu como Piccadilly line em 15 de dezembro de 1906.

### Metropolitano de Londres, 1908–1933

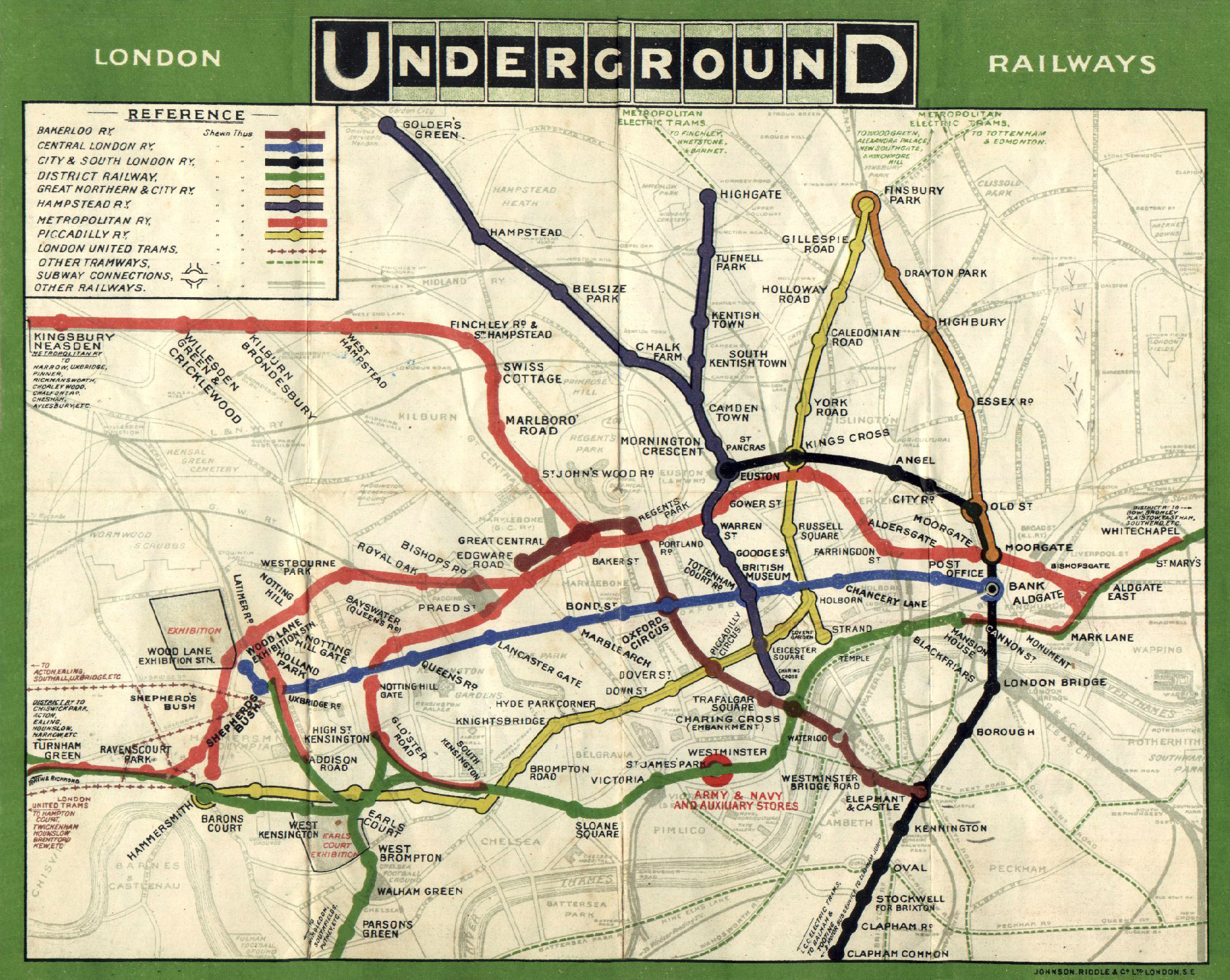
O mapa conjunto UNDERGROUND publicado em 1908. A District Railway é mostrada em verde

Em 1908, a UERL e as outras empresas ferroviárias subterrâneas de Londres chegaram a um acordo de marketing conjunto que incluía mapas, publicidade conjunta e emissão combinada de bilhetes. As placas UNDERGROUND foram usadas fora das estações no centro de Londres. A UERL acabou controlando todas as ferrovias subterrâneas de Londres, exceto a Waterloo & City Railway, a Metropolitan Railway e sua subsidiária a Great Northern & City Railway, e introduziu as placas de identificação das estações com um disco vermelho e uma barra azul.
De 1910 a 1939, a LT&SR percorreu trens de Ealing Broadway para Southend ou Shoeburyness, transportados para Barking pelas locomotivas elétricas do distrito que não eram mais necessárias para o serviço de circuitos externos do L&NWR e depois puxadas por locomotivas a vapor.

### Legado
A ferrovia se tornou a linha District da London Transport. A partir de 23 de outubro de 1933, um serviço da linha Piccadilly substituiu o ônibus da Harrow para o Uxbridge District. Em 1923, a London, Midland and Scottish Railway (LMS) assumiram o serviço de circuitos externos da L & NWR de Earl's Court e, durante a Segunda Guerra Mundial, isso foi reduzido a um ônibus eletrificado de Earl's Court para Willesden Junction. Após o bombardeio da West London Line em 1940, os serviços LMS e Metropolitan Line para Addison Road foram suspensos. Após a guerra, para atender às salas de exposições de Kensington, um serviço de transporte da linha District começou de Earl's Court para Addison Road, agora renomeada para Kensington Olympia. 
O ônibus fora do horário de pico de District Hounslow para South Acton foi interrompido em 29 de abril de 1935 e substituído por um ônibus de Acton Town para South Acton. Este ônibus foi retirado em 28 de fevereiro de 1959, e a linha do distrito no horário de pico através de serviço para Hounslow foi retirada em 9 de outubro de 1964. Na década de 1970, o ramo de Hounslow se tornou o ramo de Heathrow quando foi estendido para servir o Aeroporto de Heathrow, primeiro em 19 de julho de 1975 para servir Hatton Cross e, em seguida, em 16 de dezembro de 1977, quando o Heathrow Central foi aberto. Mais tarde em 27 de março de 2008 o ramal foi estendido para Heathrow Terminal 5.